# Нородом Ранарит
Нородом Ранарит (кхмер. នរោត្តម រណឫទ្ធិ; 2 января 1944, Пномпень — 28 ноября 2021, Париж) — камбоджийский политический и государственный деятель, член королевской семьи, титулованный принц. Сын короля Нородома Сианука, единокровный брат короля Нородома Сиамони. Активный участник камбоджийской гражданской войны 1970-х и кампучийского конфликта 1980-х. Со-премьер-министр Камбоджи в 1993—1997 годах. Был отстранён от власти в результате фактического государственного переворота, совершённого Хун Сеном. Председатель Национальной ассамблеи Камбоджи в 1998—2006 годах. Лидер монархической партии ФУНСИНПЕК. Член Верховного тайного совета при короле Камбоджи.

## Происхождение. Образование
Родился в семье короля Камбоджи Нородома Сианука. Через несколько лет после рождения Ранарита его мать, балерина Пхат Канхол, развелась с мужем. В детстве Нородом Ранарит был несколько дистанцирован от отца и находился под преимущественным влиянием других близких родственников — деда Нородома Сурамарита, бабушки Сисоват Коссамак, тёти Нородом Кетканья.
Начальное образование Нородом Ранарит получил в элитных школах Камбоджи. Собирался стать врачом, но Сисоват Коссамак убедила его избрать профессию юриста. С 1958 года учился в Марселе, в 1961 — в Парижском университете, с 1962 — в Университете Прованса. В 1969 получил степень магистра публичного права.

## В вооружённых конфликтах
В январе 1970 года Нородом Ранарит вернулся в Камбоджу и поступил на госслужбу секретарём МВД. Республиканский переворот Лон Нола 18 марта 1970 года вынудил Ранарита уйти в джунгли. Участвовал в вооружённой борьбе против Кхмерской Республики. В 1971 году был взят в плен и помещён в тюрьму. После освобождения в 1973 году уехал во Францию.
В 1974 году Нородом Ранарит защитил докторскую диссертацию и работал доцентом в Университете Прованса. Специализировался на конституционном праве и политической социологии.
17 апреля 1975 года Кхмерская Республика пала под ударами Красных кхмеров. Был установлен террористический режим Пол Пота. В годы геноцида погибли несколько членов королевской семьи. Однако после свержения Демократической Кампучии вьетнамской интервенцией Нородом Сианук пошёл на союз с полпотовцами и республиканцами в общей борьбе против вьетнамской оккупации и властей НРК.
Первоначально Нородом Ранарит отказывался от сотрудничества с «Красными кхмерами», но в 1983 году дал согласие. Он оставил преподавательскую деятельность во Франции, прибыл в Бангкок и возглавил представительство сианукистской партии ФУНСИНПЕК. Участвовал в деятельности Коалиционного правительства Демократической Кампучии, был официальным главнокомандующим Национальной армии сианукистов (ANS), хотя реально военное руководство осуществлял генерал Теап Бен.
С 1989 года Нородом Ранарит — генеральный секретарь ФУНСИНПЕК. Он активно участвовал к международной мирной конференции и выработке Парижских соглашений 1991 года, завершивших кампучийский вооружённый конфликт. С февраля 1992 года Нородом Ранарит — председатель ФУНСИНПЕК.

## Первый премьер-министр

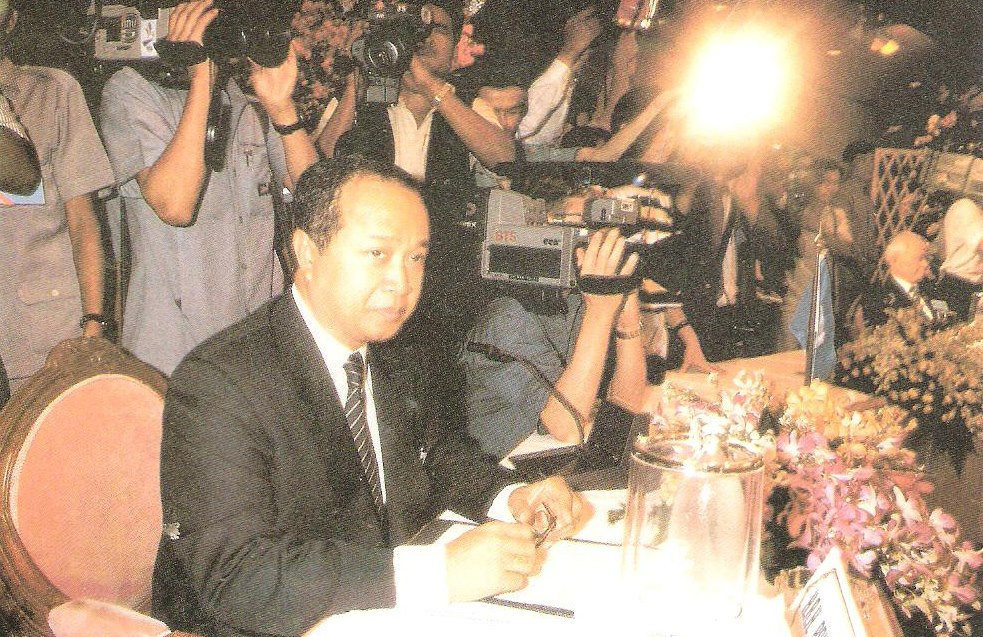
Нородом Ранарит на встрече с журналистами. 1993 год

В 1992—1993 годах Нородом Ранарит возглавлял ФУНСИНПЕК при подготовке к многопартийным выборам в Национальную ассамблею. Ранарит резко конфликтовал с правящей Народной партией (НПК) из-за нападений на активистов ФУНСИНПЕК.
На выборах в мае 1993 года ФУНСИНПЕК получил наибольшее количество голосов избирателей, значительно опередив НПК. После переговоров Хун Сена и Чеа Сима с Нородомом Сиануком было принято решение сформировать коалиционное правительство. Нородом Ранарит не поддерживал этот проект, но вынужден был принять его под угрозой гражданской войны с НПК. По настоянию Хун Сена руководство правительством было разделено. Нородом Ранарит от ФУНСИНПЕК назначался первым премьер-министром, Хун Сен от НПК — вторым премьер-министром.
2 июля 1993 года Нородом Ранарит занял пост первого премьер-министра. Главой Государства Камбоджа являлся его отец. 24 сентября 1993 года было восстановлено Королевство Камбоджа с королём Нородомом Сиануком. Нородом Ранарит сохранил пост соглавы правительства в реставрированной монархии.
Отношения между двумя премьер-министрами (Хун Сен был номинально «усыновлён» королём и стал названным братом Ранарита) складывались противоречиво. Они наладили служебное взаимодействие, но оставались политическими противниками и конкурировали за власть. При этом большим властным потенциалом располагал Хун Сен, опиравшийся на госаппарат и силовые структуры, сохранённые от НРК.
Нородом Ранарит ориентировался на социально-политические системы Сингапура, Малайзии и Индонезии — рыночная экономика при государственном дирижизме, жёсткий политический режим при формально многопартийной системе. Хун Сену, несмотря на уступки и демократические декларации, была ближе однопартийная система и экономический госконтроль вьетнамского либо китайского типа. Эти противоречия первоначально сглаживались наличием общего противника — министра финансов Сам Рейнси, национал-либерального популиста . В октябре 1994 года Сам Рейнси был смещён с министерского поста, исключён из ФУНСИНПЕК и перешёл в оппозицию. Между ним и Ранаритом сложились враждебные отношения. Сам Рейнси обвинял первого премьер-министра в уступках бывшим коммунистам НПК и в коррупционных махинациях.
На посту первого премьер-министра Нородом Ранарит возглавлял правительственный Совет по развитию. Он активно занимался привлечением инвестиций и развитием инфраструктуры. Он наладил тесный контакт с премьер-министром Малайзии Махатхиром Мохамадом и премьер-министром Сингапура Го Чок Тонгом. Были инициированы совместного проекты строительства электростанций, сети АЗС, гоночного трека, курорта. Особое внимание уделялось созданию финансово-инвестиционной и курортной зоны в Сиануквиле. Отношения с Таиландом осложнялись использованием таиландской территории повстанческим движением «Красных кхмеров» и экономическими противоречиями в сфере лесозаготовок в приграничной зоне.

## Отстранение от власти

### Обострение политического конфликта
С начала 1996 года резко обострились конфликты между Нородомом Ранаритом и Хун Сеном. Формальным поводом послужило решение Хун Сена восстановить в качестве государственного праздника 7 января — день вступления вьетнамских войск в Пномпень в 1979 году (День победы над геноцидом в интерпретации НРК). На закрытом заседании члены руководства ФУНСИНПЕК обвиняли Хун Сена в монополизации власти, а Ранарита критиковали за уступчивость.
Следующий конфликт завязался весной 1996 года, когда Ранарит обвинил Хун Сена в сознательном торможении инвестиционного проекта в Сиануквиле. Два премьер-министра обвиняли друг друга в тайном сговоре с «Красными кхмерами». Оба они действительно выходили на связь с лидерами полпотовского движения, чтобы использовать их потенциал в собственном противостоянии. В 1996 году Хун Сен добился амнистии Иенг Сари и предоставил ему мандат на управление Пайлином. Нородом Ранарит рассчитывал провести свои переговоры с Иенг Сари, но его боевики DNUM пригрозили сбить его вертолёт.
На съезде ФУНСИНПЕК в марте 1996 года Нородом Ранарит публично обозначил конфронтацию с вторым премьер-министром. Со своей стороны, Хун Сен высказывался о Ранарите в оскорбительном ключе. Ситуацию попытался урегулировать король, но Хун Сен занял жёстко конфронтационную позицию.
27 января 1997 года был создан Национальный объединённый фронт (NUF) под председательством принца Ранарита. Он заявил о намерении выступить против НПК на предстоявших выборах и обвинил Хун Сена в планах реставрации коммунистического режима. Ранарит установил связь Кхиеу Самфаном. 21 мая 1997 года Кхиеу Самфан объявил, что Кхмерская партия национальной солидарности — политическая структура «Красных кхмеров» — присоединится к NUF. Это дало Хун Сену очередной веский повод обвинить Ранарита в связях с полпотовцами.
9 июня 1997 года в Сиануквиле был обнаружен груз оружия, предназначенный для формирований Ранарита. Вскоре Кхиеу Самфан призвал по радио к совместной вооружённой борьбе против Хун Сена. Силовое столкновение между двумя премьер-министрами сделалось вопросом времени. 3 июля 1997 года охранники Ранарита в Пномпене были разоружены войсками Хун Сена. На следующий день Нородом Ранарит отправился в зарубежное турне.

### Столкновение и смещение
5 июля в Пномпене начались бои между «личной гвардией» Хун Сена во главе с Хок Лунди и формированиями ФУНСИНПЕК. Победу одержал Хун Сен: партийные объекты ФУНСИНПЕК были захвачены, более 40 функционеров, в том числе генеральный секретарь Хо Сок, убиты.
9 июля 1997 года Нородом Ранарит был объявлен государственным преступником и отстранён от должности первого премьер-министра. Его место занял Унг Хуот, но правительственная власть сосредоточилась в руках Хун Сена. Разрозненные столкновения продолжались до февраля 1998 года, причём бойцы ФУНСИНПЕК в ряде случаев действовали совместно с «Красными кхмерами». Однако исход столкновения решился уже в начале июля.
Нородом Ранарит провёл ряд встреч на Филиппинах, в Сингапуре и Индонезии, стараясь заручиться поддержкой влиятельных политиков Юго-Восточной Азии. Однако лидеры стран АСЕАН фактически признали переворот Хун Сена. Король Сианук, поначалу протестовавший и грозивший отречением, также вынужден был смириться.
В марте 1998 года состоялся военный суд, на котором Нородом Ранарит был заочно приговорён к 35 годам тюрьмы по обвинениям в антигосударственном заговоре, связях с «Красными кхмерами» и контрабанде оружия. Однако приговор был аннулирован королевским помилованием — единственной помощью, которую Нородом Сианук смог оказать сыну.

## Председательство в парламенте
Через несколько дней Ранарит вернулся в Камбоджу и возглавил предвыборную кампанию ФУНСИНПЕК. Однако на выборах 26 июля 1998 года победу одержала НПК.
В августе 1998 года Нородом Ранарит и Сам Рейнси организовали уличные антиправительственные протесты. В ответ правительство Хун Сена запретило митинги и демонстрации. Обстановка накалялась и грозила повторным кровопролитием. Посредником выступил король, пригласивший Хун Сена, Ранарита и Сам Рейнси на переговоры в Сиемреапе 24 сентября 1998 года (пятая годовщина реставрации монархии). Однако в этот день кортеж Хун Сена был обстрелян из гранатомёта. В организации покушения — при котором никто не пострадал — власти обвинили Ранарита и Сам Рейнси. Обоим пришлось временно перебраться в Бангкок.
12 ноября 1998 года Нородом Ранарит снова вернулся в Камбоджу. При посредничестве Сианука он провёл переговоры с Хун Сеном и Чеа Симом. Был достигнут компросмисс, в результате которого Нородом Ранарит стал председателем Национальной ассамблеи. Одновременно был учреждён Сенат Камбоджи — именно на тот случай, если под председательством Ранарита нижняя палата камбоджийского парламента заблокирует правительственные законопроекты.
На посту председателя Национальной ассамблеи Нородом Ранарит занимал ещё более умеренные позиции, нежели ранее в правительстве. Он сотрудничал с Хун Сеном в процессе интеграции отрядов ФУНСИНПЕК в вооружённые силы Камбоджи (фактическое разоружение партии), демонстративно встречался с вьетнамскими политиками, называл НПК «вечным партнёром» ФУНСИНПЕК. Это вызвало резкую критику Партии Сам Рейнси и радикального крыла монархистов. Распространились слухи о денежном подкупе принца Ранарита со стороны НПК.
Выборы 2003 года обозначили дальнейшее падение популярности ФУНСИНПЕК. Первоначально Ранарит, как и Сам Рейнси, обвинил НПК в фальсификациях и запугивании избирателей. Однако в 2004 году Ранарит предложил Хун Сену создание коалиционного правительства НПК-ФУНСИНПЕК. Премьер принял это предложение. В результате оппозиционный блок распался, а Ранарит сохранил должность председателя Национального собрания и после отречения короля Сианука.
2 марта 2006 года Национальная ассамблея приняла поправку к конституции, в соответствии с которой для вотума доверия правительству стало достаточно простого большинства голосов (а не двух третей, как ранее). После этого НПК перестала нуждаться в союзе с ФУНСИНПЕК. Представители ФУНСИНПЕК были немедленно выведены из правительства Хун Сена. Ранариту оставалось только протестовать. 14 марта 2006 года Нородом Ранарит подал в отставку с поста председателя Национальной ассамблеи и уехал во Францию.

## Разрыв с ФУНСИНПЕК
18 сентября 2006 съезд ФУНСИНПЕК отстранил Ранарита от председательства в партии. Новым председателем стал дипломат Кео Пут Расмей, муж принцессы Нородом Арун Расмей, сводной сестры Ранарита. Решающее влияние в партии приобрёл бывший полевой командир ANS Нхек Бун Чхай. Впоследствии Нхек Бун Чхай и Нородом Арун Расмей занимали в ФУНСИНПЕК председательский пост.
Нородом Ранарит был обвинён в присвоении 3,6 миллиона долларов от продажи штаб-квартиры во французском посольстве. Его лишили депутатского мандата от ФУНСИНПЕК. В марте 2007 года пномпеньский суд признал Ранарита виновным в растрате выручки от продажи помещения и приговорил к 18 месяцам тюрьмы. Ранарит был вынужден эмигрировать в Малайзию.
Покинув ФУНСИНПЕК, Нородом Ранарит учредил партию своего имени и руководил ею из-за границы. Партия Нородома Ранарита выступала с традиционных националистических позиций. В ноябре 2007 года Ранарит предложил Партии Сам Рейнси и Партии прав человека создать предвыборный блок, но Сам Рейнси отклонил эту инициативу. Но выборах 2008 года Партия Нородома Ранарита получила два места в Национальной ассамблее.
В сентябре 2008 года принц Нородом Ранарит получил помилование от короля Нородома Сиамони и вернулся в Камбоджу. Он заявил, что уходит из политики и выразил поддержку правительству Хун Сена. Занимался благотворительностью и мероприятиями королевской семьи.

## Уходы и возвращения
С конца 2010 года руководство ФУНСИНПЕК во главе с Нхек Бун Чхаем стало вновь налаживать отношения с Нородомом Ранаритом. Принц дал понять, что готов вернуться в политику. В мае 2012 года было достигнуто соглашение о слиянии Партии Нородома Ранарита с ФУНСИНПЕК. Соглашение подписали Нородом Ранарит и Нхек Бун Чхай, на церемонии подписания присутствовал Хун Сен. Но месяц спустя договорённость была аннулирована, и Ранарит вторично объявил об уходе из политики. Нхек Бун Чхай обвинял Ранарита в присвоении средств от продажи партийного вертолёта.
Менее двух лет спустя Нородом Ранарит в очередной раз возобновил политическую деятельность. В марте 2014 года он основал Общество роялистской народной партии. При этом Ранарит подчёркивал, что отказывается от оппозиционности и намерен сотрудничать с правящей НПК.
Сам Рейнси осудил эти действия, назвав их попыткой расколоть оппозицию. Кем Сокха заявил о незаинтересованности оппозиции в возвращении принца к политике. В ответ Ранарит обвинил Сам Рейнси в тайном республиканизме.

## Превращение в «рупор Хун Сена»

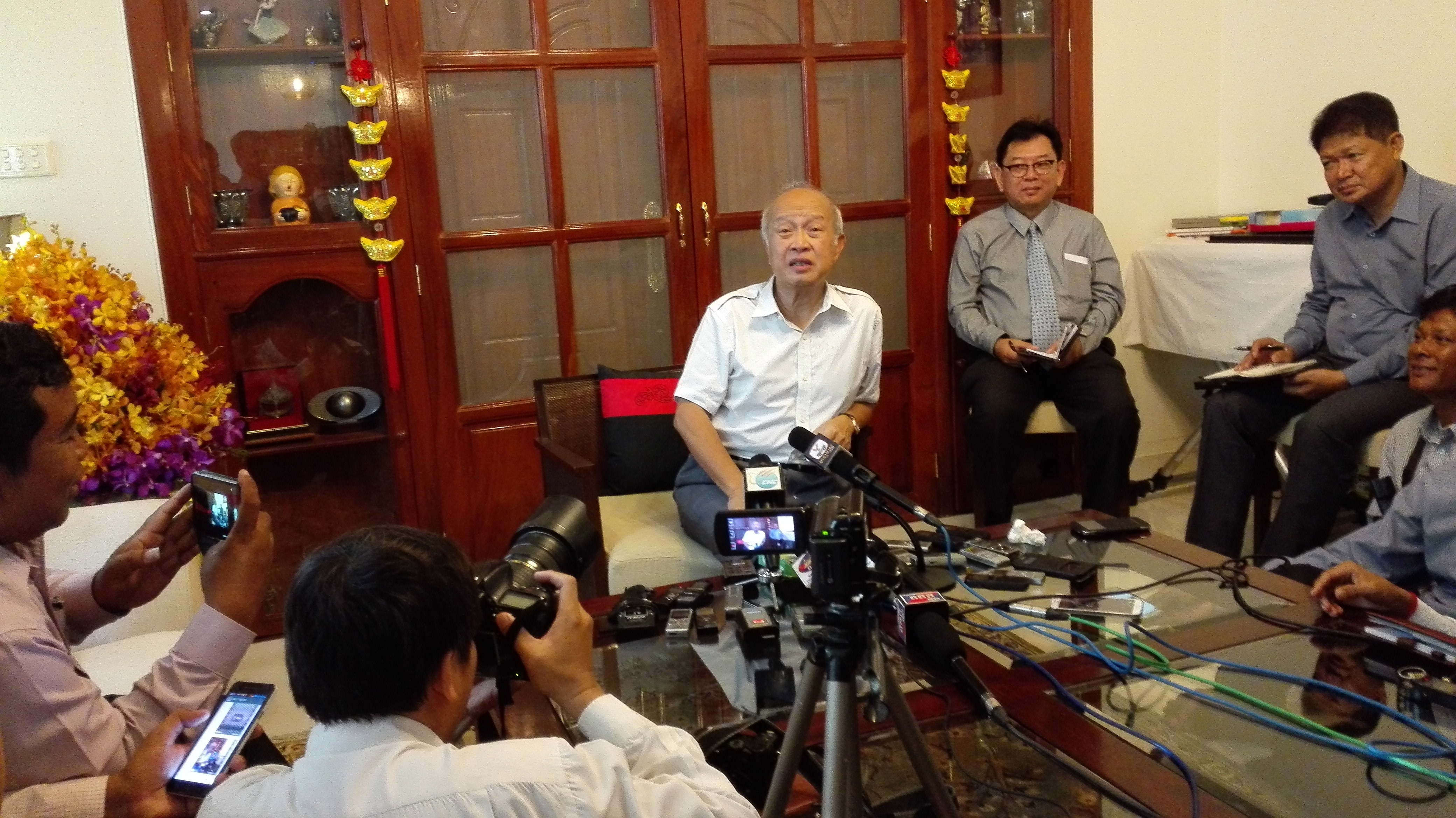
Нородом Ранарит объявляет о возвращении в ряды ФУНСИНПЕК (2015)

В январе 2015 года Нородом Ранарит вернулся в ФУНСИНПЕК и был избран председателем партии. Этот шаг одобрил Хун Сен, который, по мнению аналитиков, рассчитывает противопоставить подконтрольный ФУНСИНПЕК реально оппозиционной Партии национального спасения Камбоджи.
Вице-председателями первоначально стали Нхек Бун Чхай и Нородом Арун Расмей. Но уже в марте 2015 Нородом Арун Расмей подала в отставку с партийного поста. В феврале 2016 года Нхек Бун Чхай объявил о своём выходе из ФУНСИНПЕК и создании новой националистической партии из-за несогласия с политикой Ранарита.
ФУНСИНПЕК позиционируется как партия камбоджийской монархической традиции. В то же время власти категорически запрещают использовать образ короля в партийной политике (Нородом Ранарит был предупреждён, что в случае таких попыток лишится титула принца). В отношении НПК и правительства Хун Сена проявляется полная лояльность. Ранарит неоднократно выступал с восхвалениями премьер-министра, за что получил прозвище «рупор Хун Сена».
Серьёзным влиянием в обществе нынешний ФУНСИНПЕК не пользуется, парламентского представительства партия не имеет.
С ноября 1993 года Нородом Ранарит имеет титул самдек кром преах (кхмер. សម្ដេចក្រុមព្រះ) — верховный старший принц и именуется его королевское высочество. Награждён несколькими королевскими орденами. С декабря 2008 года Нородом Ранарит — председатель Верховного тайного совета при короле Нородоме Сиамони.
В 1993 и 2001 годах обсуждался вариант престолонаследия Ранарита. Однако королевская семья и политические авторитеты Камбоджи предпочли Нородома Сиамони как гораздо менее политизированную и неконфликтную фигуру.
Нородом Ранарит имеет, наряду с камбоджийским, французское гражданство. Свободно владеет французским и английским языками. Увлекается музыкой и кинематографией. Он известен внешним сходством со своим отцом и целенаправленно поддерживает его для сохранения имиджа.
Умер во Франции 28 ноября 2021 года.

## Частная жизнь
В течение 42 лет Нородом Ранарит был женат на принцессе Нородом Мари Ранарит (урождённая Енг Мари), дочери чиновника МВД. В 1993—1997 годах Нородом Мари Ранарит являлась первой леди Камбоджи, в 1994—1998 годах возглавляла камбоджийский Красный крест. Участвовала в официальных международных контактах, в 1995 году выступала на IV Всемирной женской конференции в Пекине. В браке Нородом Ранарит и Нородом Мари имели троих детей.
В 2006 году стала известна связь Нородома Ранарита с актрисой и танцовщицей королевского происхождения Оук Пхалла. Нородом Мари подала на развод, обвинив мужа в прелюбодеянии. Процедура развода продлилась несколько лет. В 2010 году Нородом Ранарит оформил отношения с Оук Пхалла. Супруги имеют двоих детей, один из которых родился до официального брака.
25 апреля 2015 года в Таиланде произошло серьёзное ДТП — в автомобиль Нородома Ранарита врезался грузовик. Находившаяся в машине с мужем Оук Пхалла получила серьёзную травму.
17 июня 2018 года пара вновь попала в ДТП — на этот раз в автомобиль принца врезался экипаж такси, который ехал навстречу. От полученных ран Оук Пхалла скончалась.

## Смерть
Умер 28 ноября 2021 года в Париже на 78-м году жизни, где находился на лечении травмы, полученной в ДТП тремя годами ранее.